# وزارة الطاقة والثروة المعدنية (الأردن)
وزارة الطاقة والثروة المعدنية هي الجهة المسؤولة في الأردن عن توفير الطاقة الكهربائية والنفط و مشتقاتة للقطاعات الإستهلاكية بأقل التكاليف الممكنة وتحسين وتطوير مصادر الطاقة , وإستغلال مصادر الطاقة المحلية المتمثلة في الصخر الزيتي و اليورانيوم , وإنتاج الطاقة الكهربائية الشمسية وتشجيع المستهلكين في التحول بالاعتماد عليها. تأسست وزارة الطاقة والثروة المعدنية في الأردن سنة 1984 , الوزير الحالي هو الدكتور إبراهيم سيف.

## الوزراء
| الصورة                       | الاسم (مواليد–وفاة)          | فترة شغل المنصب              | فترة شغل المنصب              | فترة شغل المنصب              | الحكومة                            | ملاحظات                      |
| الصورة                       | الاسم (مواليد–وفاة)          | تولى المنصب                  | غادر المنصب                  | المدة                        | الحكومة                            | ملاحظات                      |
| وزير الطاقة والثروة المعدنية | وزير الطاقة والثروة المعدنية | وزير الطاقة والثروة المعدنية | وزير الطاقة والثروة المعدنية | وزير الطاقة والثروة المعدنية | وزير الطاقة والثروة المعدنية       | وزير الطاقة والثروة المعدنية |
| ---------------------------- | ---------------------------- | ---------------------------- | ---------------------------- | ---------------------------- | ---------------------------------- | ---------------------------- |
|                              | الاسم (0000–0000)            | 01 شهر 0000                  | 01 شهر 0000                  | 1 سنة و31 أيام               | الحكومة                            |                              |
|                              | الاسم (0000–0000)            | 01 شهر 0000                  | 01 شهر 0000                  | 1 سنة و31 أيام               | الحكومة                            |                              |
|                              | الاسم (0000–0000)            | 01 شهر 0000                  | 01 شهر 0000                  | 1 سنة و31 أيام               | الحكومة                            |                              |
|                              | صالح الخرابشة (0000–0000)    | 18 حزيران 2017               | 14 حزيران 2018               | 361 أيام                     | حكومة هاني الملقي الثانية          |                              |
|                              | هالة زواتي (0000–0000)       | 14 حزيران 2018               | 11 تشرين الأول 2021          | 3 سنوات و119 أيام            | حكومة عمر الرزازحكومة بشر الخصاونة |                              |
|                              | صالح الخرابشة (0000–0000)    | 11 تشرين الأول 2021          | في المنصب                    | 3 سنوات و163 أيام            | حكومة بشر الخصاونة                 |                              |

## مواضيع ذات صلة
- الصخر الزيتي في الأردن
- محطة توليد كهرباء العقبة الحرارية
- الموارد الطبيعية في الأردن

## وصلات
- الموقع الرسمي لهيئة الطاقة الذرية